# Mołdawia na World Games 2017
Mołdawię na World Games 2017 reprezentowało 8 sportowców w dwóch dyscyplinach: sześciu mężczyzn i dwie kobiety. Zdobyli oni dwa medale: jeden brązowy i jeden złoty. 

## Medaliści
| Zawodnicy         | Konkurencja     | Medal |
| ----------------- | --------------- | ----- |
| Gabriele Goffredo | Taniec sportowy |       |
| Anna Matus        | Taniec sportowy |       |
| Pavel Voronin     | Kickboxing      | [ 1 ] |

## Reprezentanci

### Mężczyźni
| Zawodnik           | Konkurencja     | Kategoria | Rezultat    |
| ------------------ | --------------- | --------- | ----------- |
| Alexandru Bejenaru | Kickboxing      | do 75 kg  | ćwierćfinał |
| Gabriele Goffredo  | Taniec sportowy | Latin     | [ 4 ]       |
| Adrian Gologan     | Kickboxing      | do 86 kg  | ćwierćfinał |
| Dima Kusnir        | Taniec sportowy | Standard  | 20. miejsce |
| Denis Telesman     | Kickboxing      | do 81 kg  | ćwierćfinał |
| Pavel Voronin      | Kickboxing      | do 91 kg  | [ 1 ]       |

### Kobiety
| Zawodniczka      | Konkurencja     | Kategoria | Rezultat    |
| ---------------- | --------------- | --------- | ----------- |
| Valeria Gumeniuc | taniec sportowy | Standard  | 20. miejsce |
| Anna Matus       | taniec sportowy | Latin     | [ 4 ]       |